# Удовенко, Фёдор Семёнович
Удовенко Фёдор Семёнович (1886, Кривой Рог, Херсонская губерния — 1949, Кривой Рог, Днепропетровская область) — российский и советский железнодорожник. Участник Гражданской войны и борьбы за власть Советов на Криворожье. Почётный железнодорожник.

## Биография
Родился в 1886 году в местечке Кривой Рог.
Образование не оконченное среднее, в детстве батрачил. В 1910—1917 годах — машинист паровозного депо станции Долгинцево.
В 1917 году сформировал и возглавил Долгинцевский красногвардейский отряд, участвовал в борьбе с атаманом Григорьевым. Член РСДРП с января 1918 года. Участник Царицынской обороны 1918—1919 годов. В составе 45-й стрелковой дивизии участвовал в Южном походе частей 12-й армии.
В 1919 году — член Долгинцевского революционного комитета. В марте 1920 года — один из руководителей обороны Кривого Рога от банды Шаповала.
В 1921—1930 годах — слесарь, секретарь партбюро, заведующий поликлиникой станции Долгинцево. С 1930 года — машинист паровоза. Ударник первых пятилеток.
В начале Великой Отечественной войны, во время эвакуации вывел последний эшелон со станции Долгинцево. В 1941—1944 годах — машинист паровоза в Куйбышеве и Караганде.
С 1944 года работал в железнодорожном депо станции Долгинцево.
Умер в 1949 году в Кривом Роге.

## Награды
- Почётный железнодорожник.